# Pleasure P
 (mars 2014).
Si vous disposez d'ouvrages ou d'articles de référence ou si vous connaissez des sites web de qualité traitant du thème abordé ici, merci de compléter l'article en donnant les références utiles à sa vérifiabilité et en les liant à la section « Notes et références ».
Marcus Cooper « Pleasure P » est un chanteur de R&B né le 24 décembre 1984 en Floride, ancien membre du groupe Pretty Ricky.

## Pleasure P et Pretty Ricky
Il commence donc sa carrière comme chanteur dans le groupe Pretty Ricky avec lequel il sort l'album Bluestars (disque de platine) et ses tubes « Your Body » et surtout "Grind With Me" et le deuxième album, Late Night Special (Disque d'or) avec le célèbre single « On The Hotline », qui aura un succès retentissant aux États-Unis mais aussi « Push It » avec Sean Paul et « Love Like Honey ». Fin 2007, il annonce son départ du groupe officiellement. Le chanteur  a créé son propre label « Swagga Entertainment » mais serait néanmoins toujours lié contractuellement au label de son groupe d'origine : Bluestar Entertainment.

## Carrière Solo
Après son départ du groupe, il a collaboré avec des artistes comme Fat Joe, Lil Wayne, Birdman, Flo Rida, Rick Ross, Bow Wow, Chris Brown, Trey Songz, Plies ou encore Pitbull et il est considéré aujourd'hui comme une des stars montantes du R&B actuel.
Il a sorti son premier album "The Introduction of Marcus Cooper le 9 juin 2009 avec trois singles : « Did you Wrong », « Boyfriend #2 » et « Under ». Cet album lui a permis de récolter trois nominations aux Grammy Awards.

## Apparitions
Pleasure P fait des apparitions dans les clips de :
- "Low" de Flo Rida et T-Pain
- "Camera Phone" de The Game et Ne-Yo
- "Send Me An Email" de J-Shin avec T-pain et Tila Tequilla,
- "Hypnotized" d'Akon et Plies
- "Shoulda Let You Go" de Keyshia Cole
- "Born N Raised" de Dj Khaled, Rick Ross, Trick Daddy et Pitbull, avec son ancien groupe, Pretty Ricky.

Il a été aussi invité très récemment sur la tournée de R. Kelly.

### Singles
| Year | Single          | Chart positions | Chart positions | Album                             |
| Year | Single          | US              | US R&B          | Album                             |
| ---- | --------------- | --------------- | --------------- | --------------------------------- |
| 2008 | "Did You Wrong" | -               | 20              | The Introduction of Marcus Cooper |
| 2009 | Boyfriend #2"   | 42              | 2               | The Introduction of Marcus Cooper |
| 2009 | "Under"         | 81              | 6               | The Introduction of Marcus Cooper |

## Singles en featuring
| Year | Single                                         | Chart positions | Chart positions | Album                                  |
| Year | Single                                         | US              | US R&B          | Album                                  |
| ---- | ---------------------------------------------- | --------------- | --------------- | -------------------------------------- |
| 2009 | "Hunt 4 U" (Teairra Marí feat. Pleasure P)     | -               | 123             | At That Point                          |
| 2009 | "Shone" ( Flo Rida feat. Pleasure P)           | 57              | 81              | R.O.O.T.S.                             |
| 2009 | "Aloha" (Fat Joe feat. Pleasure P & Rico Love) | -               | -               | Jealous Ones Still Envy 2 (J.O.S.E. 2) |
| 2009 | "Hands On You" (Juvenile) feat. Pleasure P)    | -               | -               | Cocky & Confident                      |